# Luis Mendez
Luis Mendez (12 dicembre 1990 – 23 luglio 2013) è stato un calciatore beliziano, di ruolo difensore.

## Biografia
Muore il 23 luglio 2013, in un incidente stradale.

## Carriera

### Club
Gioca dal 2010 al 2013 all'Hankook Verdes. Nell'estate del 2013 si trasferisce al Verdes.

### Nazionale
Debutta in nazionale il 14 gennaio 2011, in Panama-Belize.